# Konsenstheorie der Wahrheit
Als Konsenstheorie der Wahrheit (auch Konsensustheorie oder Diskurstheorie) bezeichnet man die erkenntnistheoretische Auffassung, dass die Wahrheit einer Behauptung davon abhängt, ob sich über diese Behauptung allein durch Argumente ein zwangfreier allgemeiner Konsens herstellen lässt.

## Geistesgeschichtlicher Hintergrund
Die Konsenstheorie der Wahrheit ist zu verstehen als eine Antwort auf den Positivismus. Für die Positivisten sind die modernen Naturwissenschaften der Maßstab jeder Wissenschaft. Die Naturwissenschaften stützen sich allein auf Beobachtung und Logik. In den Naturwissenschaften wird nur für zwei Arten von Sätzen Wahrheit beansprucht. Zum einen für empirische Sätze, also Sätze über die Beschaffenheit der Wirklichkeit wie z. B. „Goethe ist 1832 gestorben.“ oder „Rauchen erhöht das Risiko für Lungenkrebs.“ Zum anderen beanspruchen sie Wahrheit für analytische Sätze, also Sätze, die per Definition wahr sind wie „Schimmel sind weiß.“ oder „Alle Junggesellen sind unverheiratet.“. Logische Schlussfolgerungen beruhend auf einer empirisch gesicherten Aussagenlogik werden von Positivisten auch akzeptiert.
Alle anderen Sätze sind im positivistischen Sinne nicht wahrheitsfähig. Werturteile und ethische Normen werden als Ausdruck von Gefühlen gedeutet.

Für wissenschaftliche Disziplinen, die wertende und/oder normative Fragen behandeln, wirft eine solche erkenntnistheoretische Position Probleme auf. Die Konsenstheorie der Wahrheit will diese „szientistische“ Verengung des Wahrheitsbegriffs überwinden, ohne jedoch hinter die Kritik der Positivisten an der logisch unzulässigen Vermengung von beschreibenden und bewertenden Sätzen zurückzufallen. 

„Demgegenüber verfahren metaphysische Wahrheitstheorien, indem sie praktische Fragen in demselben Sinne wie theoretische für wahrheitsfähig erklären, zu extensiv […]; und positivistische Wahrheitstheorien verhalten sich, indem sie die Wahrheitsfähigkeit praktischer Fragen überhaupt leugnen, zu restriktiv.“

## Die neue Grundlage
Konsenstheoretiker wie Jürgen Habermas, Karl-Otto Apel oder Paul Lorenzen setzen bei dem Begriff der Wahrheit an. Sie fragen: Was meinen wir eigentlich mit dem Wort „wahr“? Was tun wir, wenn wir sagen, dass eine Theorie oder ein Satz wahr ist? Welche Regeln müssen wir immer schon als gültig voraussetzen, wenn wir uns argumentierend und diskutierend um Wahrheit bemühen? Sie versuchen eine Neubegründung des Wahrheitsbegriffs aus der Reflexion dessen, was argumentative Wahrheitssuche beinhaltet.
Ihre Antwort auf diese Fragen lautet zugespitzt: Wenn wir einen Satz als „wahr“ bezeichnen, dann bekräftigen wir diesen Satz nicht nur (Redundanztheorie der Wahrheit), dann sagen wir nicht nur, dass es so ist, wie dieser Satz besagt (Semantische Theorie der Wahrheit), sondern dann erheben wir für diesen Satz auch einen intersubjektiven Geltungsanspruch („Dieser Satz gilt für jedermann.“) und einen intertemporalen Geltungsanspruch („Dieser Satz gilt dauerhaft.“): Wer einen Satz als wahr behauptet, erhebt für diese Behauptung einen Anspruch auf dauerhafte allgemeine Geltung.
Von einem Anspruch auf Gehorsam im Denken unterscheidet sich ein Anspruch auf Wahrheit dadurch, dass der Wahrheitsanspruch durch nachvollziehbare Argumente allgemein einsichtig eingelöst werden kann.

## Konsensfähigkeit statt Konsens
Konsensfähigkeit als Kriterium für die Wahrheit einer Behauptung bedeutet allerdings nicht, dass die Wahrheit dieser Behauptung davon abhängt, ob in Bezug auf die Behauptung tatsächlich ein Konsens (einstimmige Zustimmung) besteht. Über die Wahrheit einer Behauptung kann man nicht abstimmen, und theoretisch kann ein Einzelner gegen alle anderen recht haben. Man kann allerdings in dem Maße Wahrheit und Allgemeingültigkeit für eine Behauptung beanspruchen, wie man über allgemein nachvollziehbare, also verständliche und akzeptable Argumente zur Begründung dieser Behauptung verfügt.

„Wenn wir unter ‚Konsensus‘ jede zufällig zustande gekommene Übereinstimmung verstehen würden, könnte er offensichtlich als Wahrheitskriterium […] nicht dienen. Deshalb ist ‚diskursive Einlösung‘ ein normativer Begriff: die Übereinstimmung, zu der wir in Diskursen gelangen können, ist allein ein begründeter Konsensus.“

## Fazit
In Bezug auf die Stellung der Konsenstheorie zu anderen Wahrheitstheorien sind folgende Punkte festzuhalten:
1. Wahrheitsfähig sind gemäß der Konsenstheorie nicht nur logische und empirische Aussagen, sondern alle Arten von Behauptungen, mit denen ein Anspruch auf Geltung erhoben wird (die „Wahrheit“ einer normativen Behauptung heißt Richtigkeit).
2. Die Konsenstheorie der Wahrheit ersetzt nicht die anderen Wahrheitstheorien, sondern baut historisch auf ihnen auf. Logisch geht sie diesen voraus: Wenn man die Konsenstheorie weiter denkt, so gelangt man zu der Frage, wie denn bei den verschiedenen Arten von Behauptungen ein argumentativer Konsens hergestellt werden kann. Dabei sind etwa die Korrespondenztheorie und die Kohärenztheorie zu berücksichtigen. In Bezug auf Behauptungen über die tatsächliche Beschaffenheit der Welt findet sich die Antwort bereits weitgehend in der Methodologie der Erfahrungswissenschaften: Konsens stiftend in Bezug auf empirische Fragen ist die intersubjektiv übereinstimmende Beobachtung bzw. Wahrnehmung.
3. Die Konsenstheorie der Wahrheit ersetzt auch nicht die tradierten ethischen Theorien. Wenn man in Bezug auf normative Behauptungen (z. B. moralische Urteile und ethische Normen) fragt, wie sich über diese argumentieren lässt, um zu einem Konsens zu gelangen, dann führt die Reflexion über die nicht hintergehbaren Regeln der Argumentation oder über die Bedingungen einer idealen Kommunikation noch nicht zu den gesuchten ethischen Antworten, auch wenn die Konsenstheoretiker dies manchmal nahelegen.